# Diafragma (grzyby)

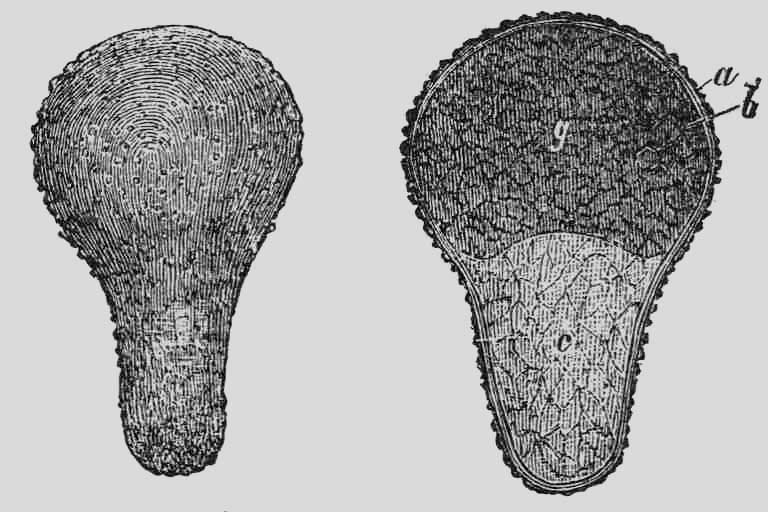
Owocnik purchawki: a) ektoperydium, b) endoperydium, c) podglebie, g) gleba

Diafragma (łac. diaphragma) – cienka warstwa zwartych strzępek znajdująca się pomiędzy glebą i podglebiem w zamkniętych owocnikach grzybów (tzw. owocnikach angiokarpicznych).
Diafragma występuje np. u purchaweczki spłaszczonej (Lycoperdon pratense). Występowanie diafragmy i jej morfologia mają znaczenie przy oznaczaniu gatunków niektórych grzybów angiokarpicznych, dawniej zaliczanych do grupy wnętrzniaków.